# John Kidd
John Kidd, född 10 september 1775 i Westminster i London, död 7 september 1851 i Oxford, var en engelsk läkare, kemist och geolog. Han var son till handelsskeppskaptenen John Kidd och hans hustru Beatrice. Han studerade i Bury St Edmunds och Westminster innan han fortsatte till Christ Church College vid Oxfords universitet. Han tog en B.A. 1797 och blev medicine doktor 1804.
Han blev lektor i kemi vid Oxford 1801 och professor i kemi 1803. Han gav frivilligt lektioner i geologi och Mineralogi i lokalerna under Ashmolean Museum, vid vilka William Conybeare, William Buckland, Charles Daubeny och andra fick sina första insikter i geologi. Kidd var en populär och instruktiv föreläsare och genom hans omsorg inrättades den första professorsstolen i geologi, vilken William Buckland besatte.
Han valdes till fellow i Royal College of Physicians 1818, regius professor i medicin 1822 (där han efterträdde Christopher Pegge) och föreståndare för Radcliffe Library 1834. I mars 1822 valdes han till fellow i Royal Society och han höll den årliga föreläsningen (Harveian Oration) inför Royal College of Physicians 1836.

## Verk
- Outlines of Mineralogy volym 1, volym 2 (1809)
- A Geological Essay on the Imperfect Evidence in Support of a Theory of the Earth (1815)
- Den andra av de åtta Bridgewateravhandlingarna: On the Adaptation of External Nature to the Physical Condition of Man (1833)